# Aphonopelma mooreae
Aphonopelma mooreae là một loài nhện trong họ Theraphosidae.
Loài này thuộc chi Aphonopelma. Aphonopelma mooreae được miêu tả năm 1995 bởi Smith.